# Грейхаунд (фільм)
Грейхаунд (англ. Greyhound) — воєнний фільм режисера Аарона Шнайдера. У головній ролі Том Генкс, який також виступає як сценарист та продюсер. В його основі — новела "Добрий пастир" С. С. Форестера. У фільмі також знімаються Мануель Гарсія-Рулфо, Елізабет Шуе, Стівен Грехем та Роб Морган.

## Сюжет
У перші дні участі Сполучених Штатів у Другій світовій війні міжнародний конвой із 37 кораблів союзників на чолі з командувачем Ернестом Краузе перетинає підступну Північну Атлантику, в той час як його переслідують вовчі зграї німецьких човнів . Герой фільму Краузе нарешті отримує під команду вигаданий есмінець типу «Флетчер» DD-548 USS Keeling (позивний “Greyhound”, укр. хорт).
На відміну від прототипічного героя, він повинен боротися зі своїми власними сумнівами в собі і особистими демонами, щоб бути ефективним лідером захисників.

## У ролях
- Том Генкс — командер Ернест Краузе, командир корабля ВМС США USS Keeling
- Мануель Гарсіа-Рульфо — Лопес
- Стівен Ґрем — лейтенант Чарлі Коул
- Елізабет Шуе — Єва Краузе
- Роб Морган
- Карл Ґлусман
- Том Бріттні
- Йосиф Полікін
- Девін Друїд — Воллес
- Максимиліан Осінскі — Орел
- Грейсон Рассел — сигналізатор № 1
- Дейв Девіс
- Майкл Бенц

## Виробництво
У вересні 2016 року було оголошено, що Том Хенкс пише сценарій про есмінець ВМС Другої світової війни . Хенкс також мав зіграти у фільмі. У лютому 2017 року Аарон Шнайдер перейшов до режисури, а Sony Pictures придбала права на розповсюдження.
Передвиробнича зйомка відбулася в січні 2018 року в морі на борту HMCS Montréal, фрегата Королівського флоту Канади . У березні 2018 року Стівен Грехем, Елізабет Шуе, Роб Морган, Карл Глусман та Мануель Гарсія-Рульфо були взяті у фільм, і зйомки розпочалися в Луїзіані включаючи зйомки на борту USS Kidd у Батон-Руж .

## Випуск
Грейхаунд спочатку був запланований до виходу в США 22 березня 2019 року, але в січні 2019 року випуск було перенесено на 8 травня 2020 р. Врешті, після придбання прав на розповсюдження, фільм вийшов на сервісі Apple TV+ 10 липня 2020 року.